# كسوف الشمس 4 أكتوبر 2070
سيحدث كسوف حلقي للشمس في 4 أكتوبر 2070. يحدث كسوف الشمس عندما يمر القمر بين الأرض والشمس ، وبالتالي يحجب صورة الشمس كليًا أو جزئيًا عن مشاهد على الأرض. يحدث الكسوف الحلقي للشمس عندما يكون القطر الظاهر للقمر أصغر من قطر الشمس ، مما يحجب معظم ضوء الشمس ويتسبب في ظهور الشمس كحلقة . يظهر الخسوف الحلقي على شكل كسوف جزئي فوق منطقة من الأرض يبلغ عرضها آلاف الكيلومترات.

## الخسوفات ذات الصلة

### كسوف الشمس 2069-2072
هذا الكسوف هو جزء من سلسلة كسوف الشمس 2069-2072. يتكرر الكسوف في كل 177 يومًا تقريبًا و 4 ساعات في العقد المتناوبة من مدار القمر.
| 120 | أبريل 21, 2069 جزئي | 125 | أكتوبر 15, 2069 [الإنجليزية] جزئي |
| 130 | أبريل 11, 2070 كلي  | 135 | أكتوبر 4, 2070 حلقي               |
| 140 | مارس 31, 2071 حلقي  | 145 | سبتمبر 23, 2071 كلي               |
| 150 | مارس 19, 2072 جزئي  | 155 | سبتمبر 12, 2072 كلي               |

### ساروس 135
وهي جزء من دورة ساروس 135 وتتكرر كل 18 سنة و 11 يوماً وتحتوي على 71 حدثاً.
- بدأت السلسلة بكسوف جزئي للشمس في 5 يوليو 1331.
- يحتوي على كسوف حلقي من 21 أكتوبر 1511 حتى 24 فبراير 2305
- وخسوف هجين في 8 مارس 2323 و 18 مارس 2341
- وخسوفًا كلياً من 29 مارس 2359 حتى 22 مايو 2449.
- تنتهي السلسلة في العضو 71 ككسوف جزئي في 17 أغسطس 2593.

ستكون أطول مدة للإجمالي هي دقيقتان و 27 ثانية في 12 مايو 2431.
| يحدث أعضاء السلسلة 27-43 بين 1800 و 2100: | يحدث أعضاء السلسلة 27-43 بين 1800 و 2100: | يحدث أعضاء السلسلة 27-43 بين 1800 و 2100: |
| 27                                        | 28                                        | 29                                        |
| ----------------------------------------- | ----------------------------------------- | ----------------------------------------- |
| </img> </br> 24 أبريل 1800                | </img> </br> ٥ مايو ١٨١٨                  | </img> </br> ١٥ مايو ١٨٣٦                 |
| 30                                        | 31                                        | 32                                        |
| </img> </br> 26 مايو 1854                 | </img> </br> 6 يونيو 1872                 | </img> </br> ١٧ يونيو ١٨٩٠                |
| 33                                        | 34                                        | 35                                        |
| </img> </br> 28 يونيو 1908                | </img> </br> 9 يوليو 1926                 | </img> </br> 20 يوليو 1944                |
| 36                                        | 37                                        | 38                                        |
| </img> </br> 31 يوليو 1962                | </img> </br> 10 أغسطس 1980                | </img> </br> 22 أغسطس 1998                |
| 39                                        | 40                                        | 41                                        |
| </img> </br> 1 سبتمبر 2016                | </img> </br> 12 سبتمبر 2034               | </img> </br> 22 سبتمبر 2052               |
| 42                                        | 43                                        |                                           |
| </img> </br> 4 أكتوبر 2070                | </img> </br> 14 أكتوبر 2088               |                                           |

### سلسلة اينكس
هذا الكسوف هو جزء من دورة اينكس طويلة الأمد ، يتكرر عند العقد المتناوبة ، كل 358 شهرًا سينوديًا (≈ 10571.95 يومًا ، أو 29 عامًا ناقص 20 يومًا).
مظهرها وخط طولها غير منتظمين بسبب عدم التزامن مع الشهر غير الطبيعي (فترة الحضيض). ومع ذلك ، فإن مجموعات 3 دورات اينكس (87 سنة ناقص شهرين) تقترب (≈ 1،151.02 شهرًا غير طبيعي) ، لذا فإن الكسوف متشابه في هذه المجموعات.
| أعضاء سلسلة اينكس بين عامي 1901 و 2100: | أعضاء سلسلة اينكس بين عامي 1901 و 2100:  | أعضاء سلسلة اينكس بين عامي 1901 و 2100: |
| --------------------------------------- | ---------------------------------------- | --------------------------------------- |
| يناير 14, 1926 [الإنجليزية] (ساروس 130) | ديسمبر 25, 1954 [الإنجليزية] (ساروس 131) | ديسمبر 4, 1983 [الإنجليزية] (ساروس 132) |
| نوفمبر 13, 2012 (ساروس 133)             | أكتوبر 25, 2041 (ساروس 134)              | أكتوبر 4, 2070 (ساروس 135)              |
| سبتمبر 14, 2099 (ساروس 136)             |                                          |                                         |

## روابط خارجية
- www.solar-eclipse.de - متوسط التغطية السحابية والمدن على طول مسار الكسوف
- رسومات ناسا